# Børges bilværksted
Børges bilværksted, også kaldet Fire mænd og en bil, er en dansk kortfilm fra 2000 med instruktion og manuskript af Birgit Johnsen og Hanne Nielsen.

## Handling
Filmen er et eksperimentelt dokument, hvor man følger en social situation, med udgangspunkt i fire mænds fælles interesse for hver torsdag aften at samle en gammel Dogde fra 1934. Samtidig med opbygningen af bilen sker der en tømning af værkstedet. Historierne fortælles via detaillerne, og personerne karakteriseres via aktiviteten og hvordan de indgår i den sociale sammenhæng. Der bliver sat fokus på samarbejdet og fællesskabet, som både kommer til udtryk gennem stilstand, hvor samarbejdet må have tid. Optagelserne følger hele bilen tilblivelse, og kameraet og folkene bliver en del af den sociale situation. Men indimellem kommer det til udtryk, at der er to forskellige interesser på færde, optagelserne, der har videoen som sit mål og opbygningen, der har bilen som sit mål. Mændene henvender sig ofte direkte til kameraet og sammen med brug af formelementer fra forskellige genrer understreges konfrontationen mellem det autentiske og det bearbejdede.